# 7. октобар
7. октобар (7.10.) је 280. дан у години по грегоријанском календару (281. у преступној години). До краја године има још 85 дана.

## Догађаји
- 1571 — Шпанска и млетачка морнарица потукле су код Лепанта у југозападној Грчкој турску флоту. У највећој поморској бици после битке код Акцијума 31. п. н. е. погинуло је око 25.000 турских војника и потопљено 80 турских бродова. То је била и последња велика битка са бродовима на весла.
- 1806 — Ралф Веџивуд је у Лондону патентирао индиго.
- 1813 — Падом Београда у турске руке угушен је Први српски устанак и Турци су успоставили управни апарат и организацију каква је постојала пре избијања устанка 1804.
- 1879 — Потписана Двојна алијанса 1879. године између Немачке и Аустроугарске.
- 1908 — 
  - Након ослобађања од турске власти Крит се ујединио са Грчком. Грчка је 1912. анектирала то острво, а Лондонским уговором 1913. анексија је међународно призната.
  - Анексија Босне и Херцеговине Аустроугарској
- 1919 — Основана је холандска авионска компанија KLM, најстарији постојећи авио-превозник у свету.
- 1940 — Немачка је у Другом светском рату окупирала Румунију и преузела контролу над њеним нафтним пољима.
- 1949 — На подручју совјетске окупационе зоне проглашена је Немачка Демократска Република (Источна Немачка) са председником Вилхелмом Пиком и премијером Отом Гротеволом. Две немачке државе (Источна и Западна) поново су се ујединиле 3. октобра 1990.
- 1959 — Совјетски васионски брод „Луна 3“ је први фотографисао тамну страну Месеца.
- 1981 — Потпредседник Египта Хосни Мубарак постао је шеф државе након убиства Анвара ел Садата 6. октобра.
- 1985 — Палестински герилци отели су у Медитерану италијански путнички брод „Акиле Лауро“ са око 440 људи и запретили да ће га експлозијом уништити уколико Израел не ослободи из затвора 50 Палестинаца.
- 1992 — Савет безбедности УН усвојио је резолуцију о формирању међународне комисије експерата за испитивање ратних злочина на простору бивше Југославије и изразио забринутост због информација о масовном убијању и спровођењу етничког чишћења.
- 1996 — Истражитељи Међународног суда за ратне злочине на простору бивше Југославије извадили су из масовне гробнице у Овчари крај Вуковара 200 тела.
- 1997 — Око 30.000 музичара, уметника, радничких лидера и политичара из целог света стигло је у Боливију на комеморативни скуп поводом 30-годишњице смрти Че Геваре.
- 2000 — 
  - У Београду је конституисана Скупштина СР Југославије; Војислав Коштуница је положио председничку заклетву. У наредним данима нови председник примио је многобројне државнике, а Југославија је, након десетогодишње изолације, отворила процес помирења са светом.
  - Словеначки скијаш Даво Карничар (38) постао је први човек који је успео да се на скијама спусти са највише планине на свету, 8.848 m високог Монт Евереста.
- 2001 — САД и Уједињено Краљевство су почеле ваздушне нападе на Авганистан због одбијања авганистанских власти да изруче Осаму бин Ладена. Америчке власти оптужиле су Ладена за терористички напад извршен 11. септембра на Светски трговински центар у Њујорку и зграду Пентагона када је погинуло неколико хиљада људи.
- 2003 — Холивудски глумац, аустријског порекла, Арнолд Шварценегер изабран за гувернера Калифорније (САД).
- 2023 — Хамас је из Појаса Газе упао на територију Израела, убио 1195 људи (815 цивила, 379 војних лица), ранио још 3400 и киднаповао 251 особу.

## Рођења
- 1409 — Елизабета Луксембуршка, краљица Немачке, Мађарске, Угарске, Хрватске и Бохемије и војвоткиња Аустрије, супруга Алберта II Хабсбуршког. (прем. 1442)
- 1471 — Фредерик I Дански, краљ Данске и Норвешке. (прем. 1533)
- 1748 — Карл XIII Шведски, немачки принц и краљ Шведске и Норвешке. (прем. 1818)
- 1841 — Никола I Петровић, књаз Црне Горе. (прем. 1921)
- 1877 — Војислав Илић Млађи, српски песник. (прем. 1944)[1]
- 1885 — Нилс Хенрик Давид Бор, дански атомски физичар. (прем. 1962)
- 1880 — Паул Хаусер, нацистички официр. (прем. 1972)
- 1888 — Хенри Е. Волас, амерички политичар. (прем. 1965)
- 1900 — Хајнрих Химлер, немачки нацистички вођа. (прем. 1945)
- 1910 — Ђорђи Абаџијев, македонски књижевник, историчар, публициста и сценариста. (прем. 1963)[2]
- 1914 — Михаило Лалић, југословенски аутор ратне прозе. (прем. 1992)[3]
- 1917 — Џун Алисон, америчка глумица. (прем. 2006)
- 1919 — Жорж Диби, француски историчар. (прем. 1996)
- 1931 — Дезмонд Туту, јужноафрички надбискуп, борац против апартхејда. (прем. 2021)
- 1932 — Предраг Матвејевић, хрватски књижевник. (прем. 2017)
- 1934 — Улрике Мајнхоф, немачка новинарка и терористкиња. (прем. 1976)
- 1938 — Ен Хејдон Џоунс, енглеска тенисерка.
- 1939 — Џон Хопкрофт, амерички научник.
- 1950 — Џакаја Киквете, танзанијски политичар.
- 1950 — Десимир Станојевић, српски глумац и певач. (прем. 2020)
- 1951 — Енки Билал, француски аутор стрипова и редитељ.
- 1952 — Иво Грегуревић, хрватски глумац. (прем. 2019)
- 1952 — Владимир Путин, руски политичар, председник Руске Федерације.
- 1957 — Фарук Хаџибегић, босанскохерцеговачки фудбалер и фудбалски тренер.
- 1959 — Сајмон Кауел, енглеска телевизијска личност и продуцент.
- 1964 — Ден Севиџ, амерички писац и новинар.
- 1967 — Тони Бракстон, америчка музичарка, музичка продуценткиња и глумица.
- 1968 — Том Јорк, енглески музичар, најпознатији као фронтмен групе Radiohead.
- 1968 — Зорица Благојевић Алексић, бивша југословенска џудисткиња, освајач медаља
- 1973 — Сами Хипије, фински фудбалер и фудбалски тренер.
- 1973 — Дида, бразилски фудбалски голман.
- 1974 — Карлот Перели, шведска музичарка.
- 1976 — Жилберто Силва, бразилски фудбалер.
- 1977 — Ива Штрљић, српска глумица.
- 1981 — Ана Франић, српска глумица.
- 1981 — Џелена Џенсен, америчка порнографска глумица и модел.
- 1982 — Џермејн Дефо, енглески фудбалер.
- 1982 — Роби Џинепри, амерички тенисер.
- 1987 — Сем Квери, амерички тенисер.
- 1988 — Дијего Коста, бразилско-шпански фудбалер.
- 1990 — Себастијан Коатес, уругвајски фудбалер.
- 1995 — Слађана Мирковић, српска одбојкашица.
- 1996 — Луис Капалди, шкотски музичар.[4]
- 1997 — Кира Косарин, америчка глумица.
- 1998 — Трент Александер Арнолд, енглески фудбалер.

## Смрти
- 336 — Папа Марко, католички папа.
- 929 — Карло III Прости, француски краљ (рођ. 879)
- 1488 — Андреа дел Верокио, је био утицајан италијански вајар, златар и сликар (рођ. 1435)
- 1620 — Станислав Жолкевски, пољски политичар. (рођ. 1547)
- 1849 — Едгар Алан По, амерички писац. (рођ. 1809)
- 1953 — Аница Савић-Ребац, књижевница, историчарка филозофије, истраживачица хеленске културе, преводитељка, професорка.
- 1956 — Кларенс Бирдсеј, амерички проналазач. (рођ. 1886).
- 1959 — Марио Ланца, амерички оперски певач и филмски глумац италијанског порекла. (рођ. 1921)
- 1969 — Леон Сјер, белгијски бициклиста. (рођ. 1888)
- 1983 — Џорџ О. Ејбел, амерички научник. (рођ. 1927)
- 1999 — Дејвид Хафман, амерички информатичар. (рођ. 1925)
- 2001 — Родољуб Рођа Раичевић, певач и композитор народне и забавне музике. (рођ. 1957)
- 2006 — Ана Политковска, новинарка руског дневника Нова Газета. (рођ. 1958)
- 2009 — Ирвин Пен, модни фотограф (рођ. 1917).
- 2010 — Милка Планинц, секретар ЦК СК Хрватске и седма председница Савезног извршног вијећа СФР Југославије. (рођ. 1924)
- 2011 — Рамиз Алија, албански политичар. (рођ. 1925)

## Празници и дани сећања
- Српска православна црква данас прославља
  - Света Текла
  - Преподобни Симон
  - Краљ Владислав
  - Преподобни Давид